# Pernambucotaggstjärt
Pernambucotaggstjärt (Synallaxis infuscata) är en fågel i familjen ugnfåglar inom ordningen tättingar.

## Utseende och läte
Pernambucotaggstjärt är en 16 cm lång grå och roströd taggstjärt. Den har bjärt roströd hjässa med ett beigefärgad ögonstreck bakom ögat och sotfärgade kinder och silvergrå strupe. På ovansidan syns gråbrun mantel med kontrasterande rostrött på vingtäckare och stjärt. Undersidan är gråaktig. Liknande rostkronad taggstjärt är ljusbeige på buken. Lätet är ofta upprepade vassa och nasala "chep-chep".

## Utbredning och status
Fågeln förekommer i nordöstra Brasilien (nordöstra Maranhão, östra Pernambuco och angränsande Alagoas). IUCN kategoriserar arten som starkt hotad.